# Onychodiaptomus hesperus
Onychodiaptomus hesperus är en kräftdjursart som beskrevs av M. S. Wilson och S.F. Light 1951. Onychodiaptomus hesperus ingår i släktet Onychodiaptomus och familjen Diaptomidae. Inga underarter finns listade i Catalogue of Life.